# 東山地方
東山地方（とうさんちほう）は、日本の地方区分の名称で、主に山梨県・長野県・岐阜県の三県の総称である。中部地方の内陸側（中央高地）に当たる。五畿七道の「東山道」に由来するが、東山道は現在の東北地方・北関東から滋賀県までまたがるものであり、また現在の山梨県に当たる甲斐国は東山道ではなく東海道に属した。

## 範囲
東山地方は長野県、山梨県、岐阜県を指すほか、長野県、山梨県、岐阜県北部（飛騨地方）とする場合もある。
また、歴史的には東山道に属していた岐阜県を東海地方の範囲に含めることが一般的になったため、農林水産省の農林業センサスによる全国農業地域の区分などのように長野県と山梨県の二県のみを指す例もあるが、その他の場合では山梨県（旧甲斐国）が東山道ではなかったこともあり、甲信地方という表現が使われる。

### 使用例
中部地方は、地形や気候など自然地理学の分野では「北陸・中央高地・東海」に分けられることが多く、初等・中等教育の社会科（地理）でも東山地方に当たる地域は「中央高地」とされている。農業統計などの分野では、「北陸・東山・東海」と分けられることがある。方言学では、新潟県・長野県・山梨県・静岡県・岐阜県・愛知県の方言を「東海東山方言」と分類することがある。
東山地方と中央高地は概ね同じ範囲と捉えられるが、東山地方が行政区分による地方区分であるのに対し、中央高地は地理的区分であるため、必ずしも行政区分を根拠としていない。